# Dreiseitiger Fußball

Schema eines dreiseitigen Fußballfeldes. Die Strafräume können auch quadratisch oder trapezförmig sein

Dreiseitiger Fußball (auch Dreiseitenfußball) ist eine Variante des Fußballs mit drei statt zwei Mannschaften. Das Spiel wurde vom dänischen Situationisten Asger Jorn erdacht. Damit wollte er seine Idee der Dreiwertigen Logik, einer Weiterentwicklung der Marxistischen Dialektik, veranschaulichen.

## Regeln
Ausgetragen wird das Spiel auf einem sechseckigen Feld nach den dem Spielfeld angepassten Regeln des konventionellen Fußballs oder auch in anderen Versionen.
Anders als beim konventionellen Fußball, bei dem die Gewinnermannschaft anhand der meistgeschossenen Tore ermittelt wird, werden beim Dreiseitigen Fußball umgekehrt die ins eigene Tor eingelassenen Bälle gezählt. Es gewinnt daher jene Mannschaft, die den Gegnern die wenigsten Tore zugesteht. Asger Jorn will mit dieser Spielweise die konfrontale, bipolare Natur des konventionellen Fußballs als eine Analogie zum Klassenkampf auflösen, in welcher der Schiedsrichter als Vertreter des Staats- und Medienapparates steht, und ihn als neutralen Vermittler des im politischen Prozess weiterlaufenden Klassenkampfes auftreten lassen.

## Verbreitung

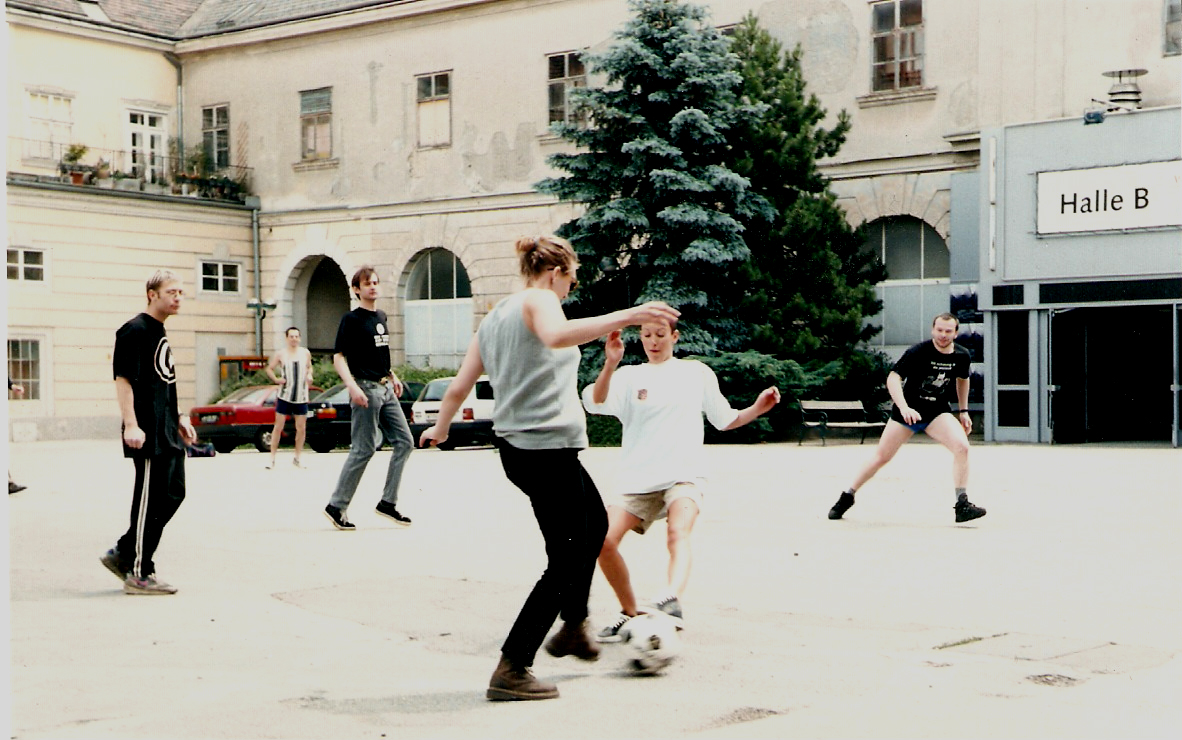
Dreiseitiges Fußballspiel in Wien im Jahre 1997

Der dreiseitige Fußball etablierte sich in England, Schottland, Italien, Serbien, Polen und Österreich. Das erste bekannte ausgetragene Spiel wurde 1993 von der London Psychogeographical Association der Glasgow Anarchist Summer School organisiert.
Im Rahmen der 13. Biennale in Istanbul organisierte InEnArt am 14. September 2013 das erste Spiel in der Türkei. Teilnehmende Teams waren Philosophy Football FC aus England, FSC Dynamo Windrad Kassel und Ayazma Football Club aus Istanbul. Halil İbrahim Dinçdağ, welcher 2009 auf Grund seiner sexuellen Orientierung vom türkischen Fußballverband suspendiert wurde, war der Schiedsrichter.